# Джордж Войнович
Джордж Віктор Войнович (англ. George Victor Voinovich; нар. 15 липня 1936, Клівленд, Огайо — 12 червня 2016) — американський політик, член Республіканської партії. Він був членом Сенату США від штату Огайо з 1999 по 2011.
Войнович був заступником губернатора Огайо у 1979 році, мером Клівленда з 1980 по 1989 і губернатор Огайо з 1991 по 1998 роки. Його мати — словенка, а батько — хорватський серб. Він отримав диплом юриста у 1961 році в Університеті штату Огайо.